# Caenagnathus
Caenagnathus («недавня щелепа») — рід динозаврів пізнього крейдяного періоду (кампанійська стадія; ~75 мільйонів років тому). Він відомий за частковими останками, включаючи нижню щелепу, хвостовий хребець, кістки рук і задні кінцівки, усі знайдені у формації Парку динозаврів в Альберті, Канада. Caenagnathus мав довжину близько 2,5 м і важив близько 96–100 кг.